# Zwalmvallei

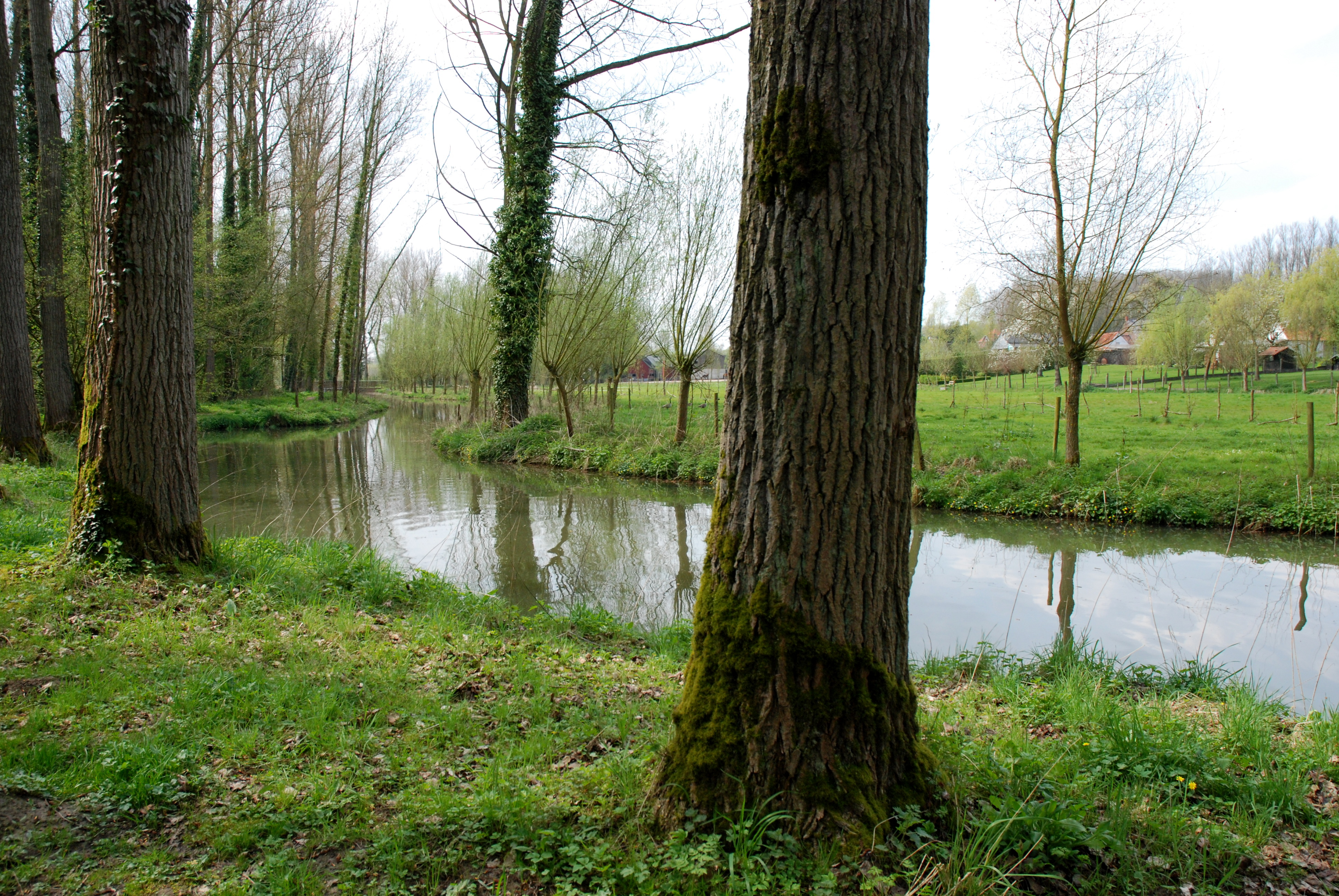
De Zwalm

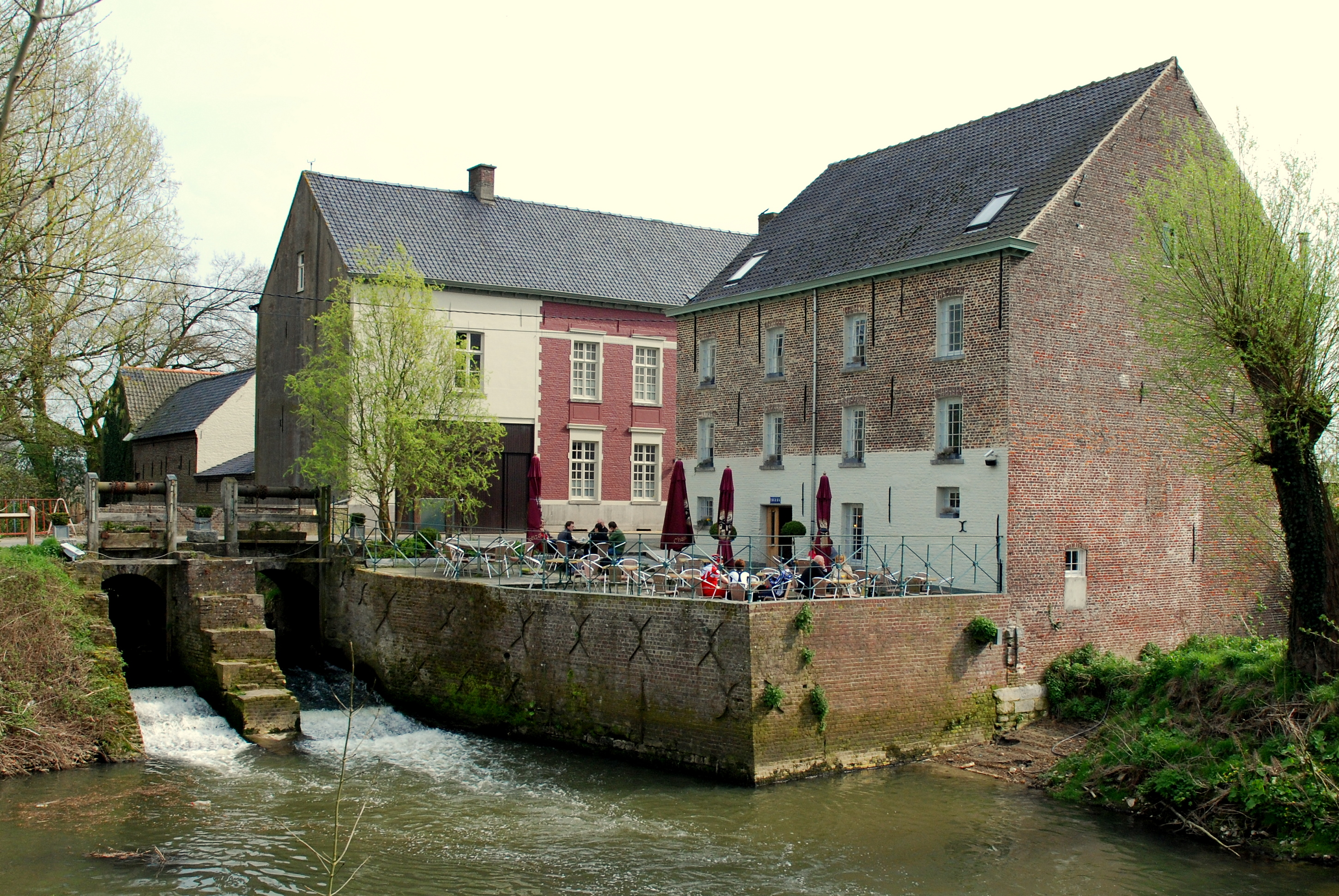
De Ter Biestmolen in Nederzwalm

De Zwalmvallei is een Belgische vallei gelegen in het dal van het riviertje de Zwalm.
Zoals andere valleien in de Vlaamse Ardennen heeft ook de Zwalmvallei een asymmetrisch dal met een steile oostelijke valleiflank en een veel geleidelijker stijgende westelijke helling. Vooral de oostelijke valleiflank kent met zijn weilanden, bosrestanten, kleine landschapselementen, kwelzones en bronbeekjes een grote landschappelijke en biologische diversiteit. Heel wat van deze elementen bleven tot op heden bewaard. Dit maakt de Zwalmvallei uniek. Een deel van de vallei is beschermd als natuurgebieden Middenloop Zwalm en Bovenlopen Zwalm . Beide reservaten zijn erkend als Europees Natura 2000-gebied (Bossen van de Vlaamse Ardennen en andere Zuid-Vlaamse bossen) en maakt deel uit van het Vlaams Ecologisch Netwerk.
Uitzonderlijk voor Vlaanderen is dat de Zwalm op een afstand van amper 19 km een hoogteverschil overbrugt van 60 m. Hierdoor heeft zij veel energie in zich. Ze heeft tevens een bekken van 155 km² waardoor een behoorlijk debiet verzekerd is. Van dit verval en dit verzekerd debiet werd weleer gebruikgemaakt door de watermolens. Zo werden in de loop van de geschiedenis meerdere molens gebouwd op de loop van de Zwalm. Anno 2009 zijn dat van bron tot monding:
- Boembekemolen in Michelbeke aan het Mijnwerkerspad,
- Bostmolen in Roborst,
- Zwalmmolen in Munkzwalm,
- IJzerkotmolen in Sint-Maria-Latem en
- Ter Biestmolen  in Nederzwalm.

Ter hoogte van deze molens zijn klepstuwen gebouwd om het waterpeil op een bepaalde hoogte te houden (zoals de sluis bij Klein Zwitserland). Ter hoogte van sommige molens is het eigenlijke molenrad verdwenen maar is de stuw en het hoogteverschil gebleven. Hierdoor bevinden zich aan deze molens een aantal kunstmatige watervalletjes. Deze zogenaamde watervallen van de Zwalm zijn toeristisch zeer in trek met enkele wandel- en fietsroutes (o.a. de Watermolenroute) en het wandelnetwerk 'Vlaamse Ardennen-Zwalmvallei'.
Naast de vijf watermolens op de Zwalm zelf liggen er nog verschillende op de zijbeken in het Zwalmbekken:
- Slijpkotmolen op de Slijpkotbeek in Nederbrakel
- Driesmolen op de Molenbeek in Velzeke
- Molen Van den Borre op de Traveinsbeek in Strijpen
- Watermolen van Elene op de Molenbeek in Elene
- Pedes molen op de Passemaregracht in Hundelgem
- Perlinckmolen op de Peerdestok- of Boekelbeek in Elst (Oost-Vlaanderen)
- Moldergemmolen op de Boekelbeek in Sint-Denijs-Boekel
- Vanderlindensmolen op de Boekelbeek in Nederzwalm

## Fotogalerij

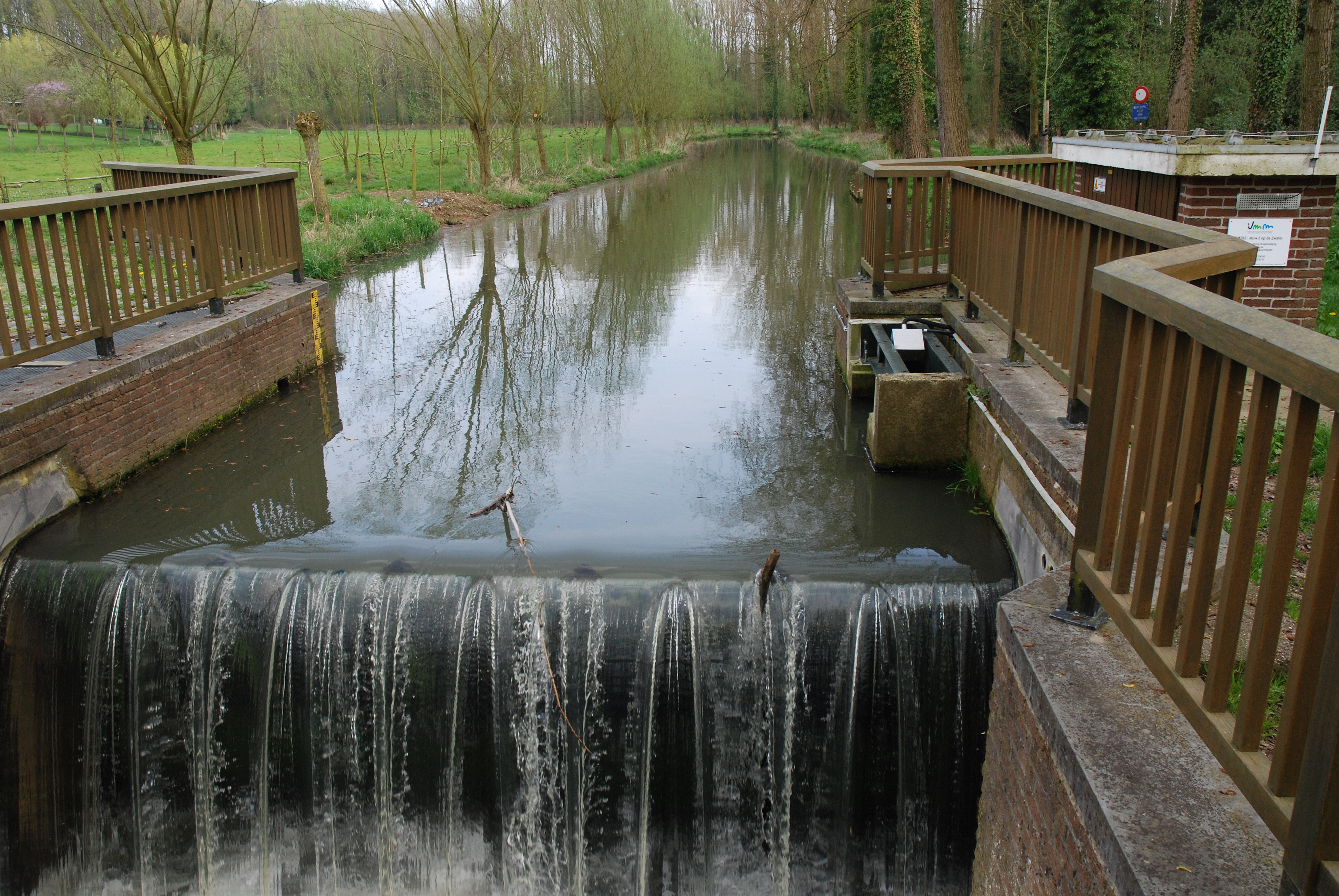
Klepstuw op de Zwalm.
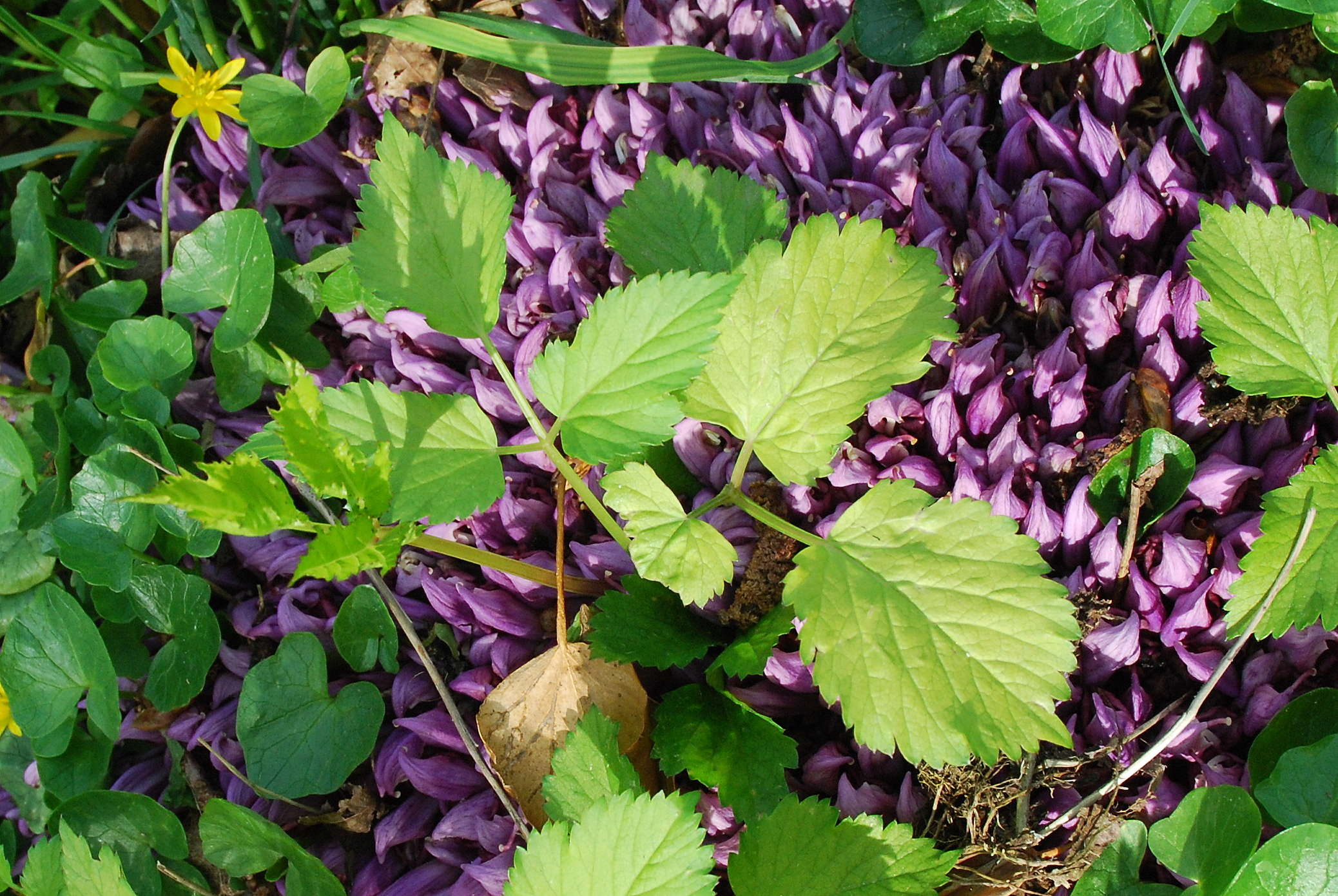
Paarse schubwortel langs de Zwalm.
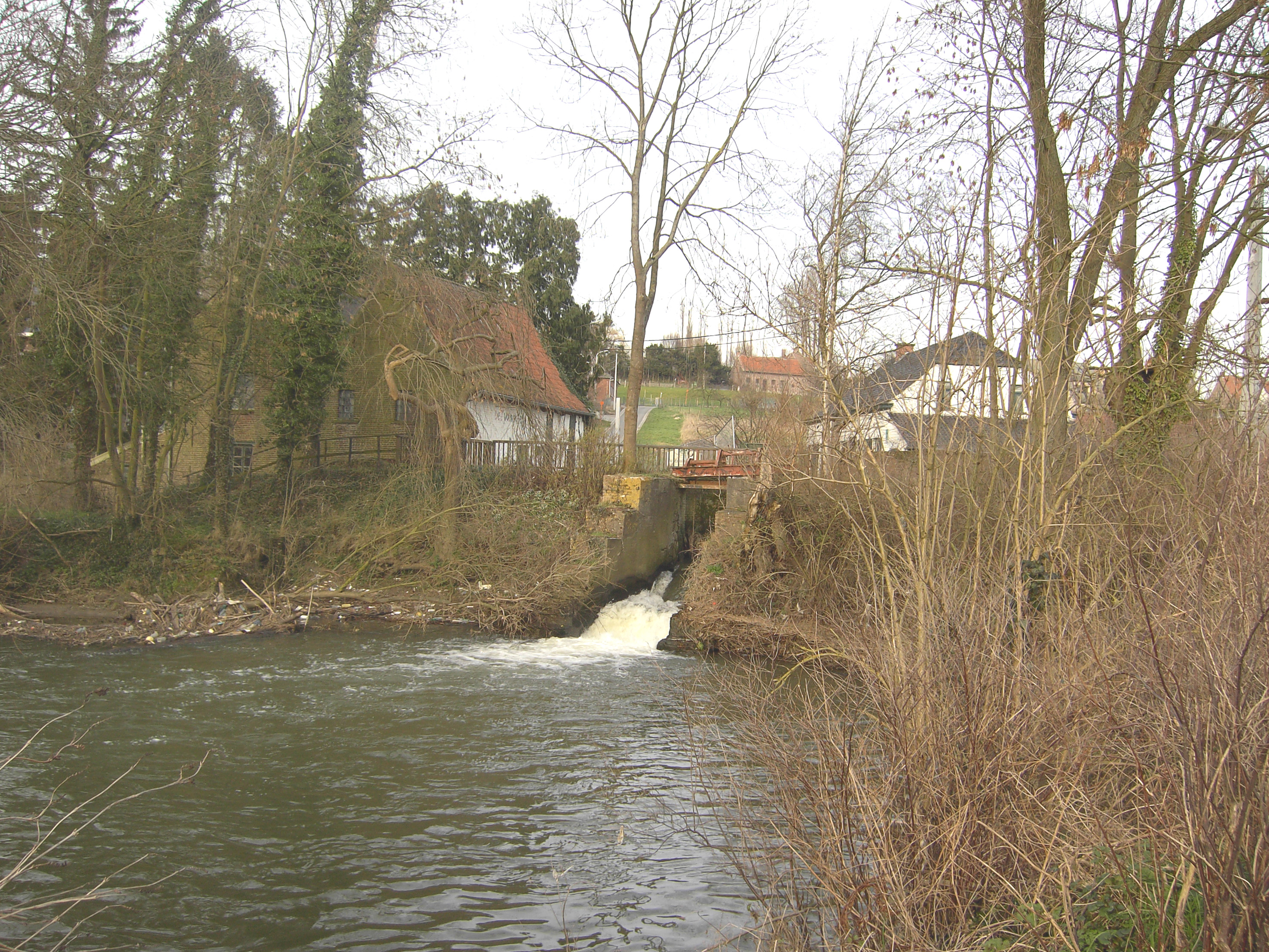
Waterval aan de Zwalmmolen. Links het molengebouw, rechts het huidige restaurant.
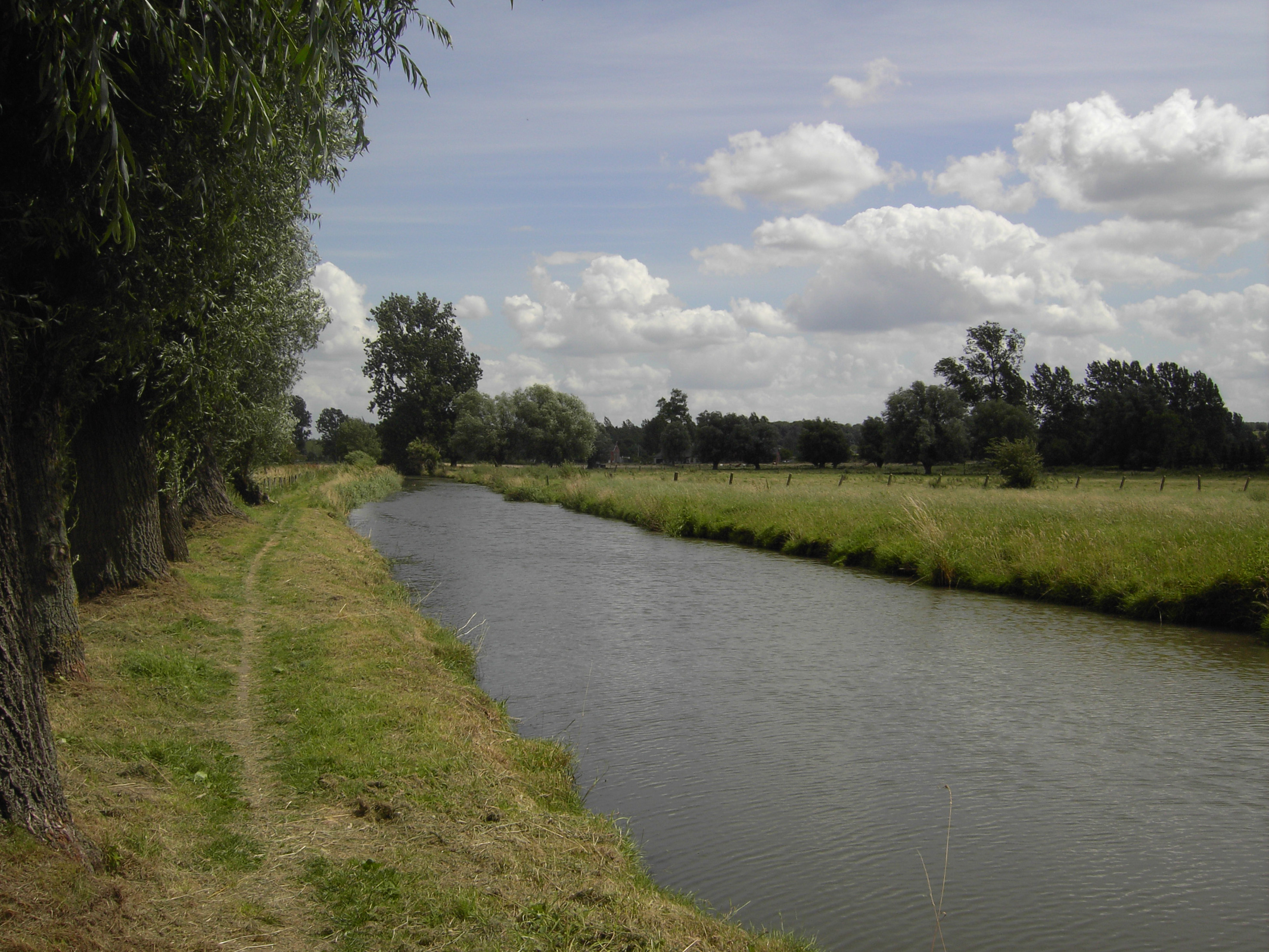
De Zwalm in de zomer van 2007.
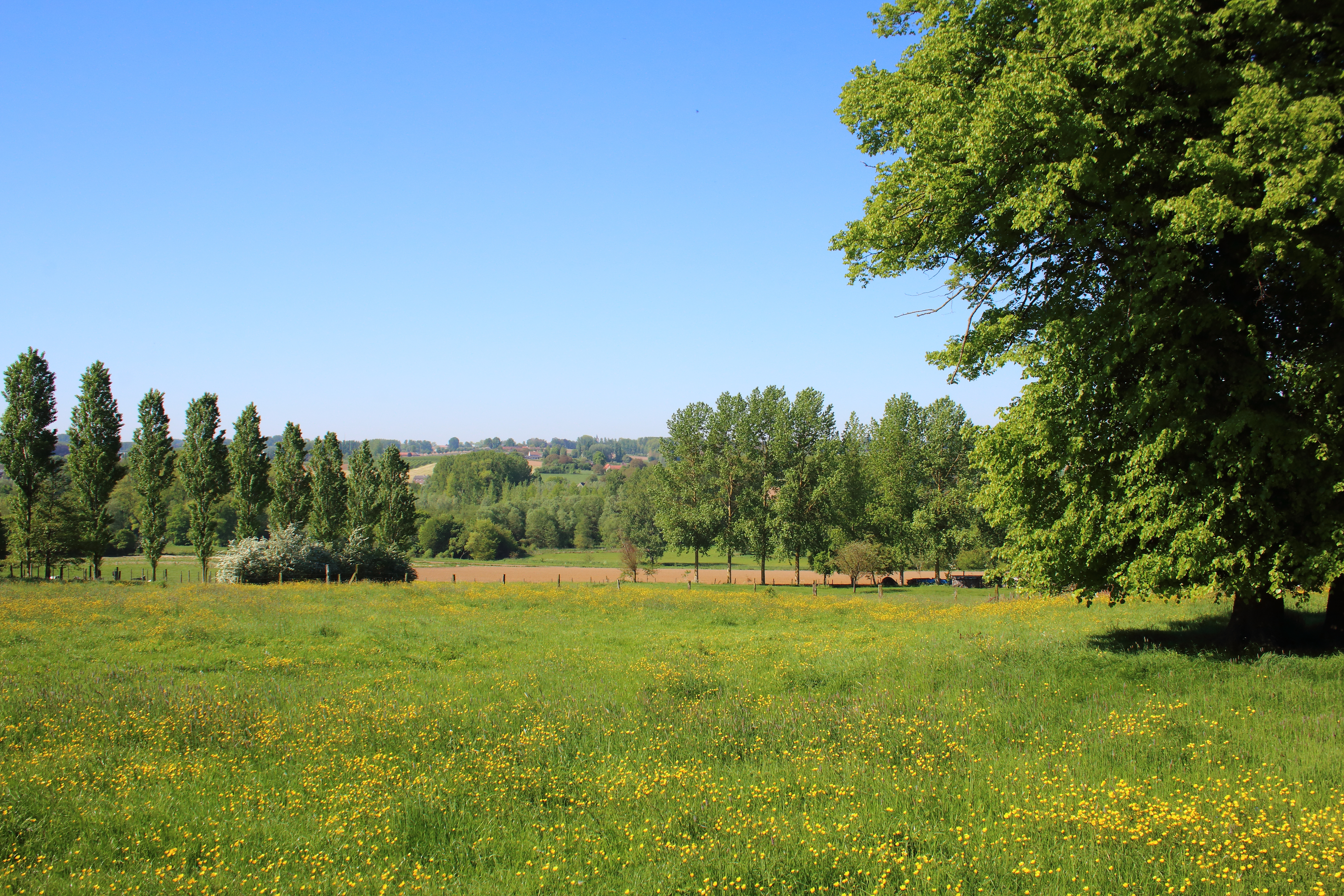
Zwalmvallei tussen Sint-Goriks-Oudenhove en Michelbeke
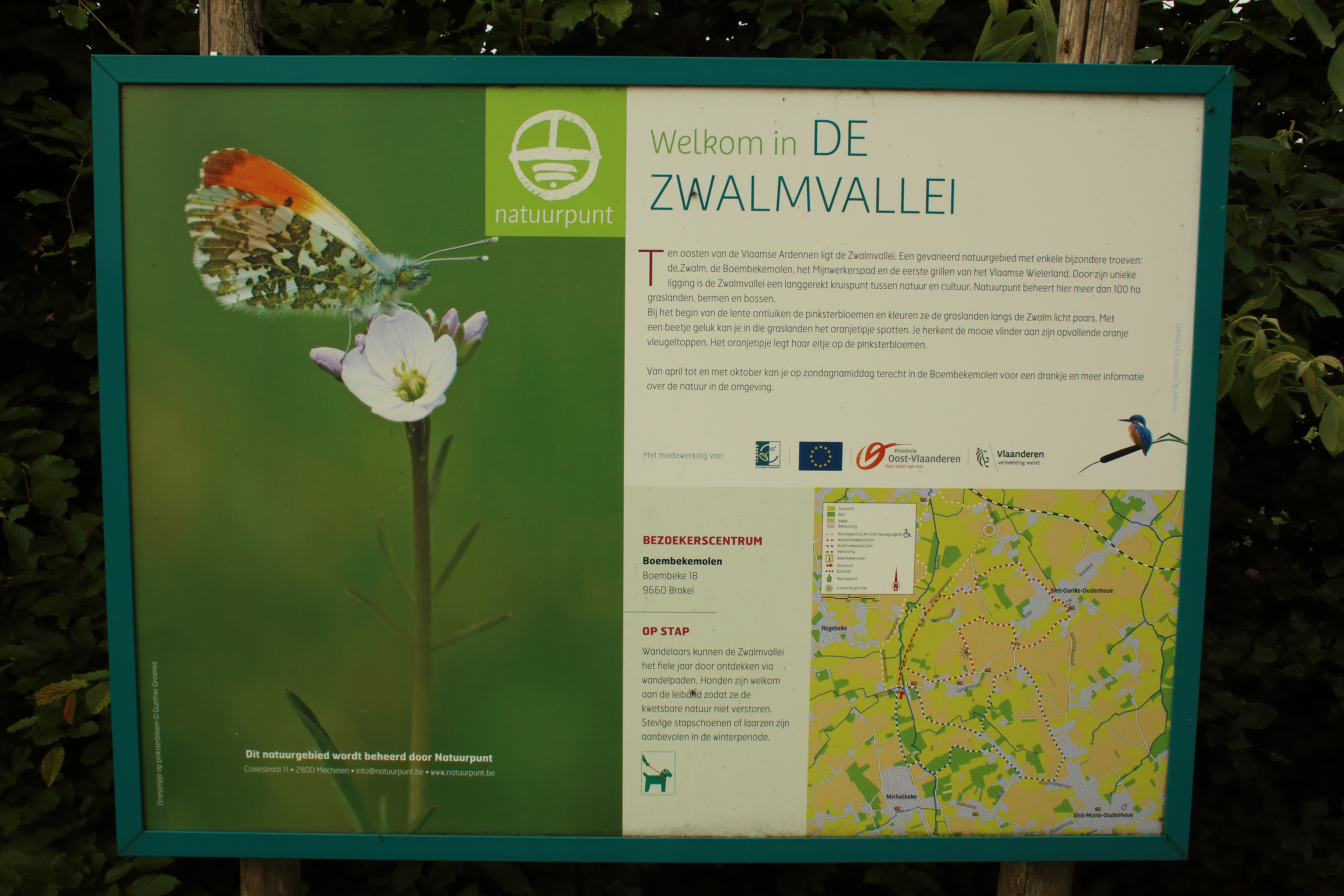
Natuurgebied Middenloop Zwalm